# Maki Haneta
Maki Haneta (埴田 真紀, Haneta Maki, 30 september 1972) is een Japans voormalig voetbalster.

## Carrière
Haneta speelde voor onder meer Matsushita Electric Panasonic Bambina (laterKonomiya Speranza Osaka-Takatsuki).
Zij nam met het Japans vrouwenvoetbalelftal deel aan de wereldkampioenschappen in 1995. Japan uitgeschakeld in de eerste knock-outronde door de Verenigde Staten. Haneta stond opgesteld in alle vier de wedstrijden van Japan. Zij nam met het Japans vrouwenelftal deel aan de Olympische Zomerspelen in 1996. Daar stond zij opgesteld in alle drie de wedstrijden van Japan, maar Japan werd uitgeschakeld in de groepsfase.

## Statistieken
| Japans vrouwenvoetbalelftal | Japans vrouwenvoetbalelftal | Japans vrouwenvoetbalelftal |
| Jaar                        | Wed.                        | Dlp.                        |
| --------------------------- | --------------------------- | --------------------------- |
| 1993                        | 5                           | 1                           |
| 1994                        | 7                           | 0                           |
| 1995                        | 8                           | 0                           |
| 1996                        | 9                           | 0                           |
| 1997                        | 1                           | 0                           |
| Totaal                      | 30                          | 1                           |